# Quando gli angeli dormono (film 2018)
Quando gli angeli dormono (Cuando los ángeles duermen) è un film spagnolo del 2018 diretto da Gonzalo Bendala.

## Trama
La vita di un bravo padre di famiglia con moglie e figli viene sconvolta quando investe accidentalmente una ragazza adolescente dopo essersi addormentato al volante.

## Distribuzione
Il film è stato distribuito sulla piattaforma Netflix a partire dal 7 settembre 2018.